# Tournament of Dreams
Tournament of Dreams – amerykański dramat z 2006 roku.

## Fabuła
Film opowiada o drużynie koszykarskiej nastolatek z liceum miejskiego, które pomimo przeciwstawień losu walczą o swoje marzenia. Pomóc ma im w tym nowy trener, który uczy ich wytrwałości w każdej sytuacji.

### Obsada
- Jayceon Taylor: Troy
- Brian Patrick Clarke: Jim
- Tony Todd: Isaiah Kennedy
- Debbie Allen: Rhonda Dillins
- Rae'Ven Larrymore Kelly: Slick
- Steven Alford: Trener Jaguarów "Steve"
- Robin Wilson: Shuga
- Joyful Drake: Capricorn